# Günter Teske
Günter Teske (* 10. November 1933 in Berlin) ist ein deutscher Radrennfahrer, Sportjournalist und Schriftsteller.

## Leben
Günter Teske machte eine Lehre zum Bautischler, übte diesen Beruf jedoch nicht aus und ging stattdessen zur Volkspolizei, um als Leistungssportler Straßenradsport zu betreiben. Er war Mitglied der DDR-Nationalmannschaft und nahm an den UCI-Bahn-Weltmeisterschaften 1954 in Solingen teil. Sein bedeutendster sportlicher Erfolg war der Sieg im Rennen Berlin–Cottbus–Berlin 1956. In jener Saison gewann er weitere Rennen in der DDR wie Rund um Riesa. Später arbeitete er als Sportredakteur und ab 1967 als freischaffender Schriftsteller und Journalist für das Deutsche Sportecho, die Sportseite der Neuen Zeit und die Berliner Zeitung.
In vielen phantastischen Erzählungen Teskes wird seine langjährige Erfahrung als Sportler und Sportreporter spürbar, etwa wenn er in der Erzählung Ein talentierter Mittelstürmer den menschlichen Ehrgeiz gewöhnlicher Fußballer auf einen Roboter in Menschengestalt stoßen lässt, der mit seinem hundertprozentig fairen Spiel alle Sportler zur Verzweiflung treibt, oder einen Betrugsversuch der besonderen Art schildert, wenn in Der Vierfache ein Eiskunstläufer aus dem Jahr 2190 in die Zeit zurückreist, um 1985 endlich einmal ein Championat zu gewinnen.

## Bibliographie
- Unternehmen Marsmond. Verlag Sport und Technik, Berlin 1962.
- Kennwort Laubenspringer. Kriminalerzählung. Blaulicht Heft 58. Verlag Das Neue Berlin, Berlin 1965.
- Fünf dutzendmal mach mit. Sportbuch. Vignetten von Jürgen Pansow, Zeichnungen von Willi Beyer. Verlag Neues Leben, Berlin 1974.
- Die verschwundene Mumie. Utopische Erzählungen. Illustrationen von Burckhard Labowski. Kompass Bd. 245. Verlag Neues Leben, Berlin 1978.
- Das Gelbe Trikot. Erzählung. Illustrationen von Karl Fischer. Das neue Abenteuer 421. Verlag Neues Leben, Berlin 1981.
- Telepatis. Phantastische Geschichten. Illustrationen von Karl Fischer. Kompass Bd. 283. Verlag Neues Leben, Berlin 1981.
- Des Teufels Suppe. Wissenschaftlich-phantastische Erzählung. Illustrationen von Karl Fischer. Das neue Abenteuer 466. Verlag Neues Leben, Berlin 1985.
- Eheglück aus dem Computer. Utopische Erzählungen. Illustrationen von Michael de Maiziére. Kompass Bd. 355. Verlag Neues Leben, Berlin 1987.